# 大門毅
大門 毅（だいもん たけし、1965年8月18日 - ）は、日本の経済学者。東京都出身。早稲田大学国際教養学部教授。専門は開発経済学、公共経済学、平和構築論。
世界銀行エコノミストとして、パレスチナ、シエラレオネ、セネガル、ケニア等を担当した後、2000年末に帰国。その後、大学に籍を置きつつ、NGO活動などを通じて、アフガニスタン、東ティモールなどの紛争地やミャンマー、インドネシア、インドなどでフィールド活動を行う。NPO法人『開発と未来工房』理事。

## 職歴
- 1984年　早稲田大学高等学院卒業
- 1985年　パリ政治学院留学。（ - 1986年）
- 1989年　早稲田大学政治経済学部卒業、海外経済協力基金（現国際協力銀行）に入社。
- 1991年　イェール大学大学院留学。（ - 1993年）
- 1994年　世界銀行（本部：ワシントンDC）エコノミスト。
- 1996年　コーネル大学大学院留学。Ph.D.取得（ - 2000年）
- 2000年　国際大学大学院国際関係学研究科講師。
- 2002年　明治学院大学国際学部専任講師。
- 2003年　イリノイ大学客員研究員。
- 2004年　早稲田大学国際教養学部教授。
- 2007年　パリ政治学院客員研究員。
- 2009年　デリー大学客員研究員。

## 社会的活動
早稲田大学国際戦略研究所　研究員

## 著書

### 単著
- 『平和構築論―開発援助の新戦略』（勁草書房, 2007年）

### 共編著
- 『遊牧がモンゴル経済を変える日』（出版文化社, 2002年）
- 『紛争と復興支援―平和構築に向けた国際社会の対応』（有斐閣, 2004年）
- 『貧困削減戦略再考』（岩波書店, 2008年）
- 『開発と平和』（有斐閣, 2009年）